# Tadeusz Nyczek
Tadeusz Nyczek ps. Rayska, Woyski (ur. 1 sierpnia 1946 w Krakowie) – polski krytyk literacki, teatralny i plastyczny.

## Życiorys
W 1965 r. ukończył Liceum Sztuk Plastycznych w Krakowie. Absolwent polonistyki na Uniwersytecie Jagiellońskim. Przez semestr był studentem wydziału reżyserii w Państwowej Wyższej Szkole Teatralnej w Warszawie. Na łamach prasy literackiej i kulturalnej publikował od 1969 r. Pisał na łamach „Studenta”, „Życia Literackiego”, „Echa Krakowa”, „Miesięcznika Literackiego”, „Dialogu”, „Przeglądu Powszechnego”, „Pisma”, a od 1989 współpracował z „Gazetą Wyborczą”.
Do 1981 r. należał do Związku Literatów Polskich i Stowarzyszenia Dziennikarzy Polskich. W okresie 1982–1989 był redaktorem podziemnego pisma „Arka”, gdzie pisał pod pseudonimem Rayska, a w wydaniu paryskim jako Woyski. W latach 1984–1992 wspólnie z Maciejem Szybistem prowadził znaną w Krakowie galerię sztuki Inny Świat.
W 1989 r. otrzymał nagrodę im. B. Sadowskiej, w maju 1998 r. za książkę 22 razy Szymborska uhonorowany został Nagrodą Krakowska Książka Miesiąca, w 2000 r. był laureatem Nagrody im. Kazimierza Wyki. 22 września 2010 r. odznaczony został Medalem „Niezłomnym w słowie”.
Prowadził warsztaty dramaturgiczne w Studium Literacko-Artystycznym na Uniwersytecie Jagiellońskim w Krakowie.

## Publikacje książkowe
- Teatr „Pleonazmus” (Monografia), 1979
- Pełnym głosem. Teatr Studencki w Polsce 1970-75, 1980
- Lakierowanie kartofla i inne teksty teatralne, 1985
- Powiedz tylko słowo. Szkice o poezji „Pokolenia 68”, 1985
- Emigranci, 1988
- Zdzisław Beksiński. Warszawa: Wydawnictwo „Arkady”, 1989, seria: Sztuka naszych czasów. ISBN 83-213-3437-7. Brak numerów stron w książce
- Rozbite lustro. Teksty przy teatrze, 1991
- Jerzy Nowosielski (Album) – współaut. J. Madeyski, D. Kaźmierska-Nyczek, 1992
- Określona epoka. Nowa Fala 1968–1993. Antologia poezji, 1994
- 22 x Szymborska, 1997
- Plus nieskończoność. Trzy tercety krytyczne na poezję, teatr i malarstwo oraz trio na głosy mieszane, 1997
- Kos. O Adamie Zagajewskim, 2002
- Alfabet teatru dla analfabetów i zaawansowanych, 2005
- Lektury obowiązkowe, 2005
- Tyle naraz świata. 27 x Szymborska, 2005
- Salon Niezależnych. Dzieje pewnego kabaretu, 2008
- Po co jest sztuka? Rozmowy z pisarzami, 2012
- Nawozy sztuczne dla artystów i sprzątaczek, 2015
- Jarmark cudów. 30 x Szymborska, 2016